# Бенот, Тиш
Тиш Бенот  (нидерл. Tiesj Benoot; род. 11 марта 1994 в Генте, Бельгия) — бельгийский профессиональный  шоссейный велогонщик, выступающий за команду Мирового тура «Lotto Soudal».

## Достижения
2013
Сиркуит дез Арденн
1-й  Очковая классификация
1-й  Молодёжная классификация
Вуэльта Мадрида U23
1-й  Молодёжная классификация
1-й — Этап 2
2014
2-й Триптик де Мон э Шато
1-й  Очковая классификация
3-й Ронд де л'Изар
1-й  Очковая классификация
1-й  Молодёжная классификация
3-й Тур Фландрии U23
2015
2-й Тур Бельгии
3-й Хандзаме Классик
5-й Тур Фландрии
5-й Гран-при Монреаля
8-й Энеко Тур
2016
1-й  Молодёжная классификация Вольта Алгарви
3-й Трофео Сьерра-де-Трамонтана
3-й Омлоп Хет Ниувсблад
5-й Тур Польши
7-й E3 Харелбеке
2017
3-й Брабантсе Пейл
3-й Трофео Полльенка
4-й Кюрне — Брюссель — Кюрне
7-й Дварс дор Фландерен
7-й Тур Бельгии
8-й Вольта Алгарви
1-й  Молодёжная классификация
8-й Страде Бьянке
8-й Вуэльта Мурсии
9-й Классика Сан-Себастьяна
2018
1-й Страде Бьянке
3-й Брабантсе Пейл
4-й Тиррено — Адриатико
1-й  Молодёжная классификация
5-й E3 Харелбеке
6-й Тур де Еврометрополь
6-й Вуэльта Сан-Хуана
6-й Париж — Тур
7-й Дварс дор Фландерен
8-й Тур Фландрии
2019
2-й Бретань Классик
5-й Страде Бьянке
5-й Дварс дор Фландерен
9-й Тур Фландрии
10-й Вуэльта Сан-Хуана

## Статистика выступлений

### Гранд-туры
| Гонка           | 2017 | 2018 |
| --------------- | ---- | ---- |
| Джиро д'Италия  | —    | —    |
| Тур де Франс    | 20   | НФ   |
| Вуэльта Испании | —    | 95   |

### Однодневки
| Монументальные           | 2015 | 2016 | 2017 | 2018 | 2019 |
| ------------------------ | ---- | ---- | ---- | ---- | ---- |
| Милан — Сан-Ремо         | —    | —    | 133  | —    | —    |
| Тур Фландрии             | 5    | НФ   | НФ   | 8    | 9    |
| Париж — Рубе             | 100  | 114  | —    | —    | НФ   |
| Льеж — Бастонь — Льеж    | —    | —    | —    | 23   |      |
| Джиро ди Ломбардия       | НФ   | —    | 57   | 25   |      |
| Классические             | 2015 | 2016 | 2017 | 2018 | 2019 |
| Омлоп Хет Ниувсблад      | 36   | 3    | НФ   | 59   | НФ   |
| Кюрне — Брюссель — Кюрне | —    | —    | 4    | 35   | —    |
| Страде Бьянке            | —    | 8    | 8    | 1    | 5    |
| E3 БинкБанк Классик      | 18   | 7    | 14   | 5    | 16   |
| Дварс дор Фландерен      | 6    | 39   | 7    | 7    | 5    |
| Брабантсе Пейл           | —    | —    | 3    | 3    |      |
| Классика Сан-Себастьяна  | 19   | DNF  | 9    | —    |      |
| Гран-при Монреаля        | 5    | 13   | 15   | —    |      |
| Париж — Тур              | 4    | —    | —    | 6    |      |

| —  | Не участвовал  |
| НФ | Не финишировал |